# Безобразов, Николай Александрович
Николай Александрович Безобразов (17 (29) октября 1816—15 (27) октября 1867) — русский публицист.

## Биография
Родился 17 (29) октября 1816 года, сын действительного статского советника (впоследствии — действительный тайный советник) А. М. Безобразова (на момент рождения сына он был тамбовским губернатором).
В 1835 году окончил юридический факультет Императорского Санкт-Петербургского университета со степенью кандидата права; через три года защитил в нём диссертацию на степень магистра государственных законов: «О началах внешнего государственного права».
Безобразов выступал противником освобождения крестьян, энергично отстаивая неприкосновенность дворянских привилегий, опирающихся на Жалованную грамоту дворянам 1785 года и стал одним из видных представителей оппозиции. Он был уверен, что с освобождением крестьян настанет крупный переворот, который потрясет весь государственный организм: «В поместном быте есть много благих сторон, отвергать которые было бы поруганием премудрости Божией, как будто допустившей огромной отрасли человечества тысячелетствовать в безрассудстве».
В мае 1861 года был произведён в действительные статские советники.
В 1862 году он внёс в Московское дворянское собрание предложения, имевшие целью обеспечить за дворянством и после реформы господствующее положение в деревне. В этой брошюре он указывал, как на результат реформ, на распространение в обществе вредных конституционных стремлений и в то же время требовал созыва дворянского земского собора.
В 1863 году он вместе с другими представителями дворянской оппозиции основал газету «Весть». Был избран членом Вольно-экономического общества.
Был награждён орденами Св. Анны 2-й степени с императорской короной (1863) и Св. Станислава 2-й степени (1856).
Он автор брошюр:
- «Взгляд на сельское управление» (1853);
- «Об усовершенствовании узаконений, касающихся до вотчинных прав дворянства» (Берлин, 1858);
- «Две записки по вотчинному вопросу» (Берлин: B. Behr (E. Bock), 1859 (Наумбург). — 154 с);
- «По вотчинному вопросу — мнение и развязка» (Берлин; Наумбург: B. Behr (E. Bock), 1860. — 88 с.);
- «О старом и новом порядке и об устроенном труде (travail organise) в применении к нашим поместным отношениям» (Берлин, 1863)[4];
- «О свободном труде при поместном устройстве» (СПб.: тип. Деп. уделов, 1863. — 32 с.);
- «За твердость закона» (СПб., 1865).

Ещё им была написана и напечатана шутка—пародия на излишество вводимых без надобности в деловой слог иностранных слов: «Письмо из страны далекой с утр-томбною сенсацией» (СПб., 1862 г. II и 8 стр. написанное в «Монт-Альбане» 17 октября 1859 г.). В своих поздних «Воспоминаниях о Пушкине» (подписанные «Н. А. Б…») Безобразов рассказал о встрече с Пушкиным у В. Ф. Одоевского и высказываниях поэта о русском языке.
Двенадцать лет (1849—1863) был предводителем дворянства Петербургского уезда; затем был предводителем дворянства Волоколамского уезда Московской губернии.
Умер скоропостижно в Царском Селе 15 (27) октября 1867 года, в звании камергера. Похоронен на Лазаревском кладбище Александро-Невской лавры (россиевская дорожка)
Жена (с 20 сентября 1844 года) — Анна Ивановна Сухозанет (1826—1895), фрейлина двора, дочь И. О. Сухозанета. В браке имели сына Николая (02.05.1846—05.05.1846) и дочерей Марию (род. 30.09.1855; Рим) и Екатерину, выданную замуж за князя Николая Николаевича Хованского.